# La Fille de madame Angot
La Fille de madame Angot (en francès, La filla de la senyora Angot) és una opéra-comique en tres actes amb música de Charles Lecocq i llibret en francès de Clairville, Paul Siraudin i Victor Koning. Es va estrenar al Théâtre des Fantaisies-Parisiennes de Brussel·les el 4 de desembre de 1872, amb vestuari d'Alfred Grevin.

## Personatges
| Personatge                                                     | Tessitura    | Repartiment de l'estrena, 4 de desembre de 1872 (Director: Warnotz) |
| -------------------------------------------------------------- | ------------ | ------------------------------------------------------------------- |
| Mademoiselle Lange, una actriu, favorita de Barras             | mezzosoprano | Marie Desclauzas                                                    |
| Clairette Angot, promesa de Pomponnet                          | soprano      | Pauline Luigini                                                     |
| Larivaudiere, amic de Barres, que conspira contra la República | baríton      | Charlieu/Chambéry                                                   |
| Pomponnet, barber del mercat i perruquer de Mlle Lange         | tenor        | Alfred Jolly                                                        |
| Ange-Pitou, un poeta enamorat de Clairette                     | tenor        | Mario Widmer                                                        |
| Louchard, oficial de policia a les ordres de Larivaudiere      | baix         | Jacques Ernotte                                                     |
| Amarante, dona del mercat                                      | mezzosoprano | Jane Delorme                                                        |
| Javotte, dona del mercat                                       | mezzosoprano | Giulietta Borghese (Juliette Euphrosine Bourgeois)                  |
| Hersillie, una criada de Mlle. Lange                           | soprano      | Camille                                                             |
| Trenitz, dandi de l'època, oficial dels hússars                | tenor        | Touzé                                                               |
| Babet, criat de Clairette, cadet                               | soprano      | Pauline                                                             |
| Guillaume, home del mercat                                     | tenor        | Ometz                                                               |
| Buteaux, home del mercat                                       | baix         | Durieux                                                             |